# Henry Hering
Pour les articles homonymes, voir Hering.
Henry Hering (1814-1893) était un photographe portraitiste à la mode, installé à Londres au milieu du XIXe siècle. Aujourd'hui Henry Hering est plus connu pour être un précurseur dans la photographie médicale avec son travail de portraitiste qui enregistrait l'état physique des patients « avant » et « après » leur traitement dans l'asile d'aliénés du Bethlem Royal Hospital dans la banlieue de Londres.

## Biographie
Henry Hering nait en 1814 à St. Marylebone, dans la cité de Westminster à Londres et est baptisé le 13 août 1817.
Il épouse Hannah Hussey (1815-1831) en premières noces et Eliza ? (1813-1879) en deuxièmes noces. Le couple a trois enfants : deux garçons et une fille.
Dès son plus jeune âge, Henry est apprenti dans le magasin familial (librairie, édition et reluire) au 9 Newman Street, Oxford Street, Westminster. En 1836, après le retrait de son père James, Henry prend sa suite.
Sa réussite commerciale comme photographe en fait un homme riche et, en 1873, il ferme son studio à Londres pour prendre sa retraite dans la ville de Redhill dans le comté de Surrey.
Sa femme Eliza décède en 1879. Cinq années plus tard, Hering provoque un mini-scandale dans son entourage quand il épouse, en troisièmes noces, Louisa, sa gouvernante, âgée de 22 ans. Louisa hérite de sa fortune en 1893, qu'elle dépensera rapidement avant de mourir en 1909.
Activité professionnelle
Il prend la suite de l'entreprise familiale de 1836 jusqu'à 1843. En 1843 il s'associe avec Henry Remington. Le magasin est transféré au 137 Regent Street in 1844. Le partenariat est dissout en 1856 quand Hering décide de faire uniquement de la photographie. Il soumet ses œuvres à l'exposition annuelle de la Photographic Society chaque année.
L'étendue de ses activités commerciales et artistiques est visible dans son Catalogue, publié vers 1860.
Au début des années 1860, Hering devient l'agent londonien de plusieurs grands photographes étrangers : Frères Alinari, Felice Beato et les Frères Bisson.
|  |

- Tempête dans une tasse de thé : En 1863, Hering était accusé[3], dans les pages du Photographic Journal du mois de juillet, par un certain Monsieur Rome, membre de la Bengal Photographic Society, Calcutta, d'avoir octroyé ses droits d'auteur pour les photographes de Sir Charles et Lady Canning, publiées par Hering en format de « cartes de visite ». L'accusation a provoqué un certain émoi dans le microcosme photographique londonien, car Hering était le photographe attitré de la Reine.

La réponse de Hering était publiée au mois d'août. Il avait reçu les négatifs de l'office du Gouverneur-Général des Indes, avec l'autorisation de les publier ; il avait également obtenu l'autorisation de la mère et la sœur de Lady Canning (décédée) de publier sa photo. À aucun moment le Gouverneur-Général ne l'avait informé que les photographies étaient l’œuvre de monsieur Rome. Hering évoque un certain nombre de ses propres œuvres ou il était victime des « pirates ». L'affaire en est restée là.
Il est très ironique que Hering soit reconnu aujourd'hui pour une série de photographies qui n'ont jamais été attribuées à lui de son vivant, mais à Hugh Welch Diamond, photographe et psychiatre ! Il s'agit des photographies prises entre 1856 et 1862 à l'asile pour aliénés du Bethlem Royal Hospital, dans la banlieue de Londres, qui fait de Hering un précurseur dans la photographie documentaire et la photographie médicale.
Après avoir été récompensé pour son excellence artistique lors de l'Exposition universelle de 1862 à Londres, Hering commence à quitter le milieu de la photographie.
- En 1864 il vend son activité de commerce d'impressions et gravures et se tourne vers l'édition des livres.
- Hering prend sa retraite en 1873.

## Photographe de l’aristocratie et les Arts
Au milieu du XIXe siècle la photographie était en plein essor. Les grands studios dans les quartiers chics de Londres étaient fréquentés par les riches et les célébrités. Ils venaient poser pour des portraits, comme leurs ancêtres posaient pour des peintres. Les acteurs et actrices posaient dans leur costume de théâtre.
À partir de 1854, le format populaire est la « carte de visite ». Ces photographies-cartes de visite faisaient l'objet de recueils et de collections. Elles étaient produites par millions dans les années 1860, puis remplacées, vers la fin des années 1870, par les « cartes de cabinet », au format plus grand et plus solide. Qui, à leur tour, furent remplacées par les « cartes postales » dans les années 1890.

Quelques victoriens célèbres
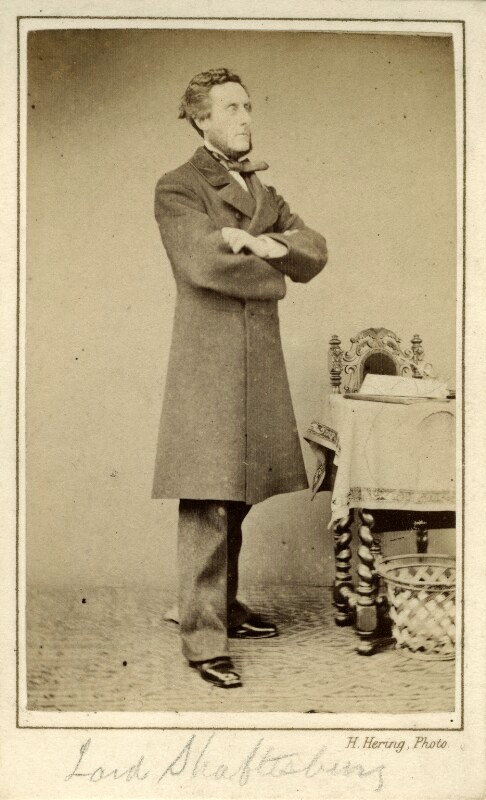
Lord Shaftesbury
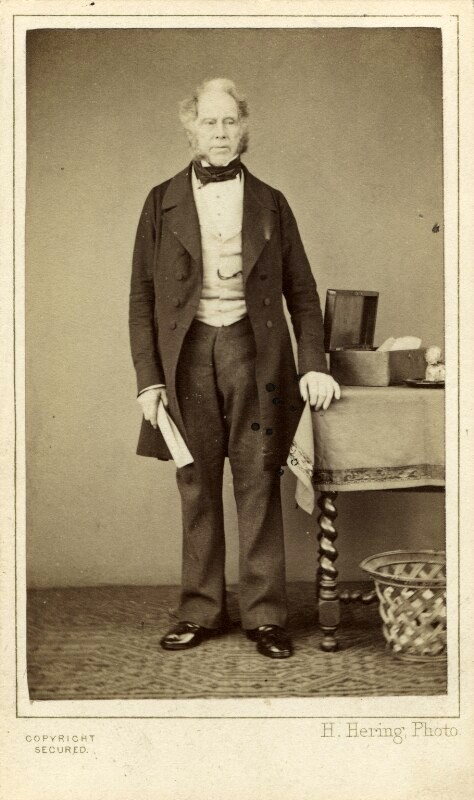
Lord Palmerston
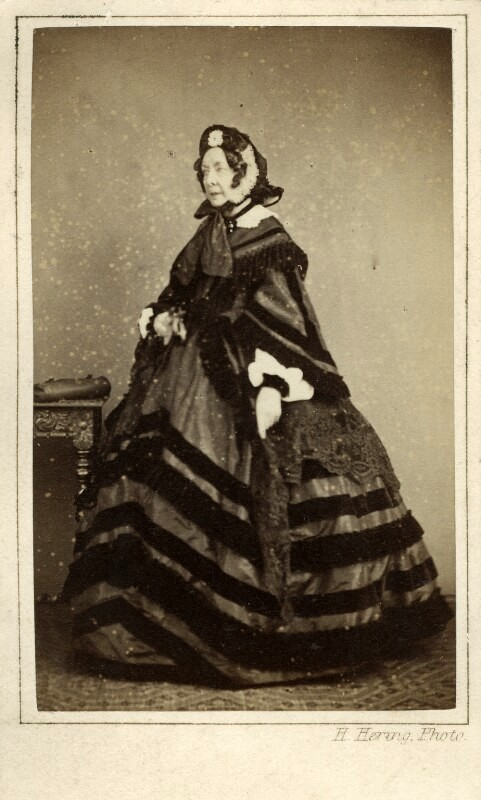
Lady Palmerston
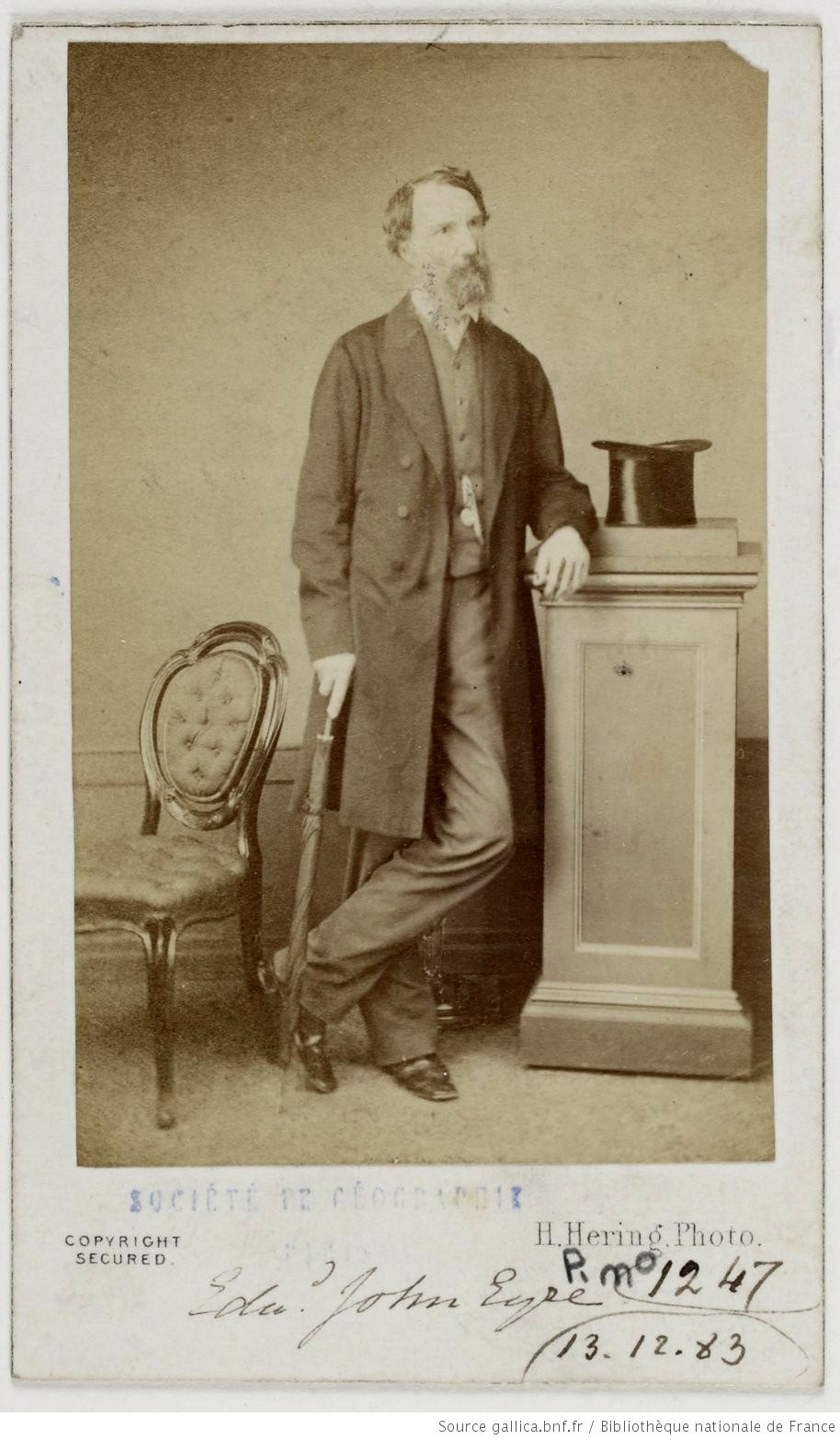
Edward John Eyre
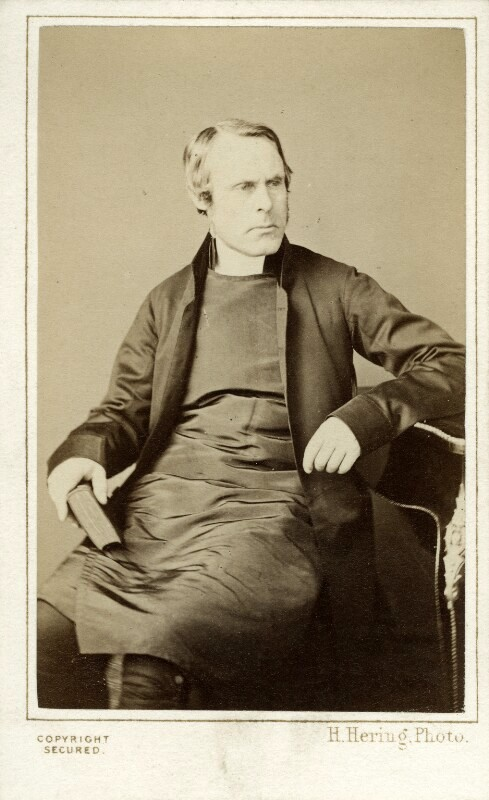
John Jackson
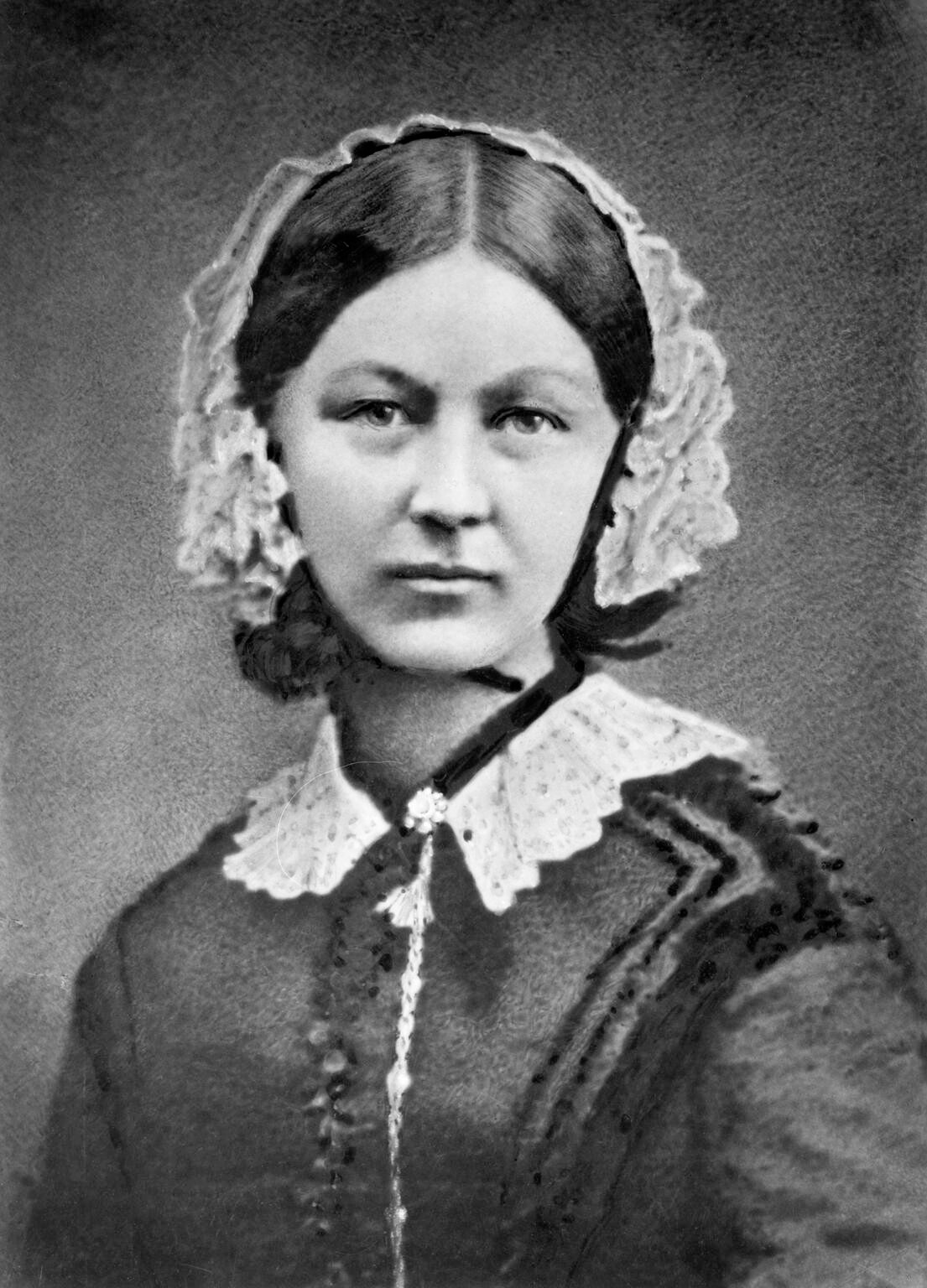
Florence Nightingale
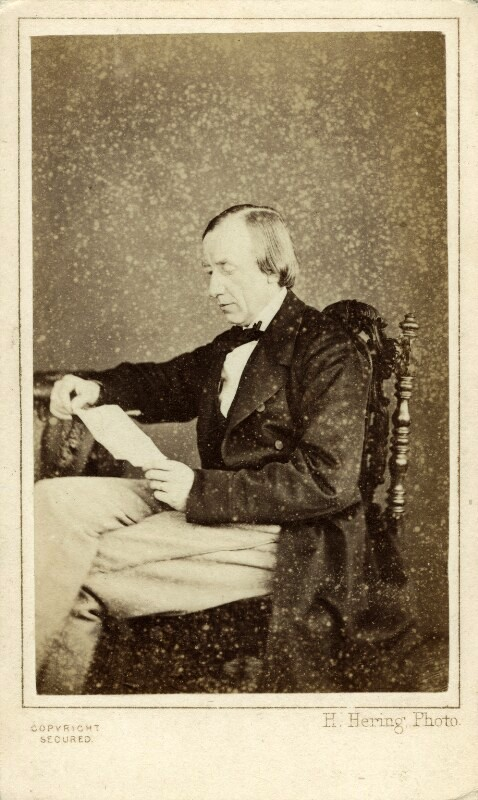
Charles Hallé
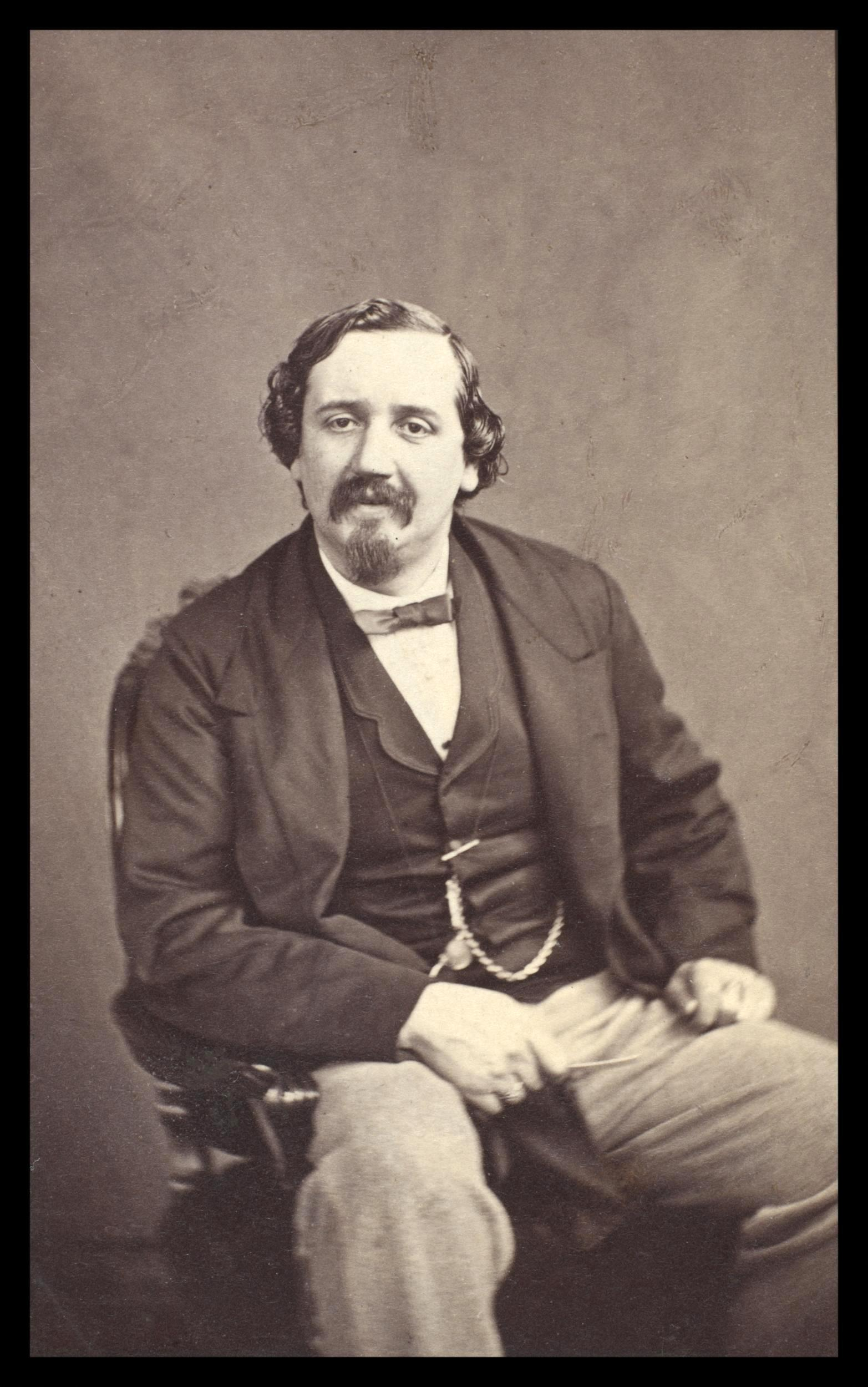
Willoughby Weiss
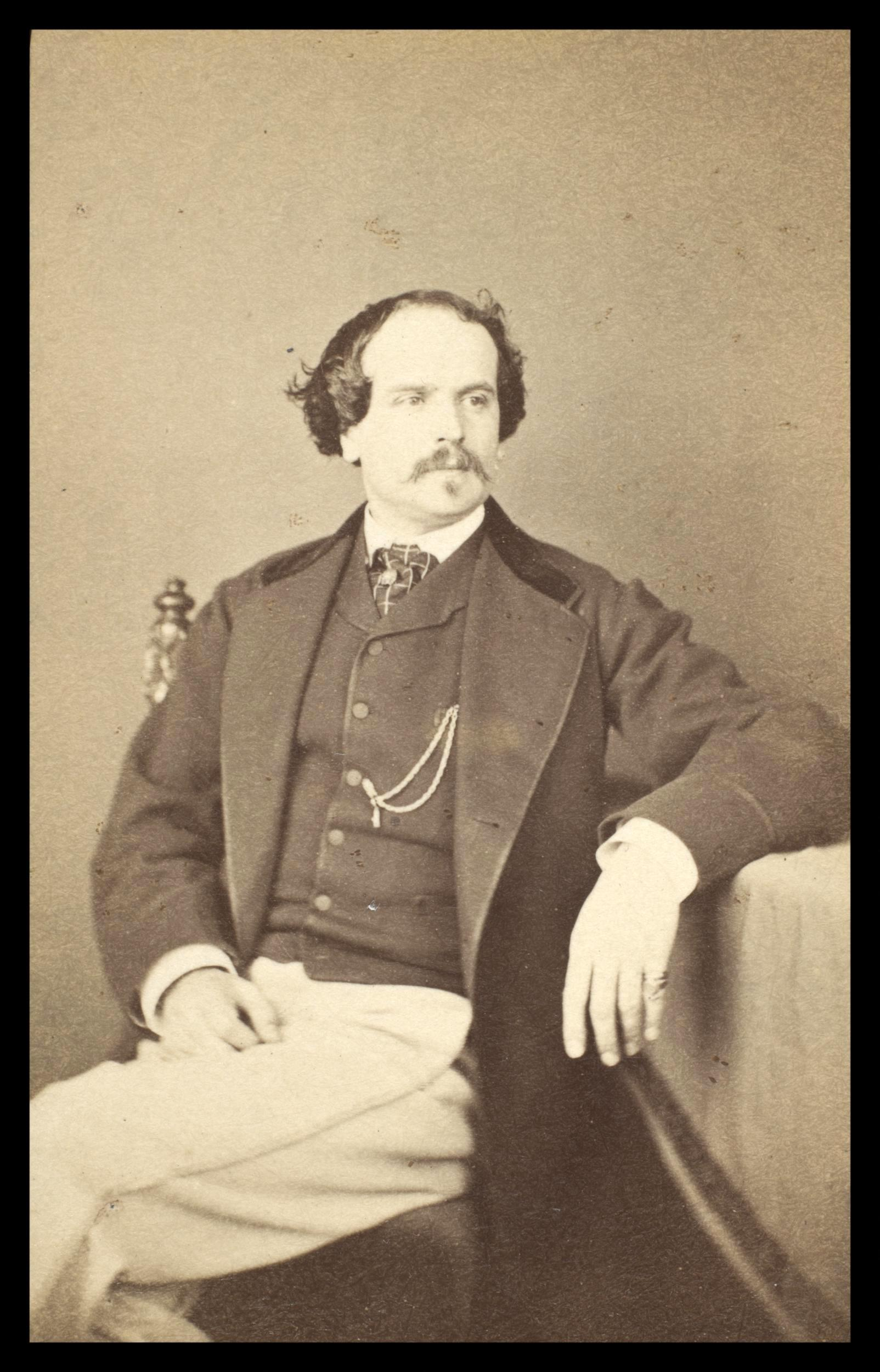
Italo Gardoni
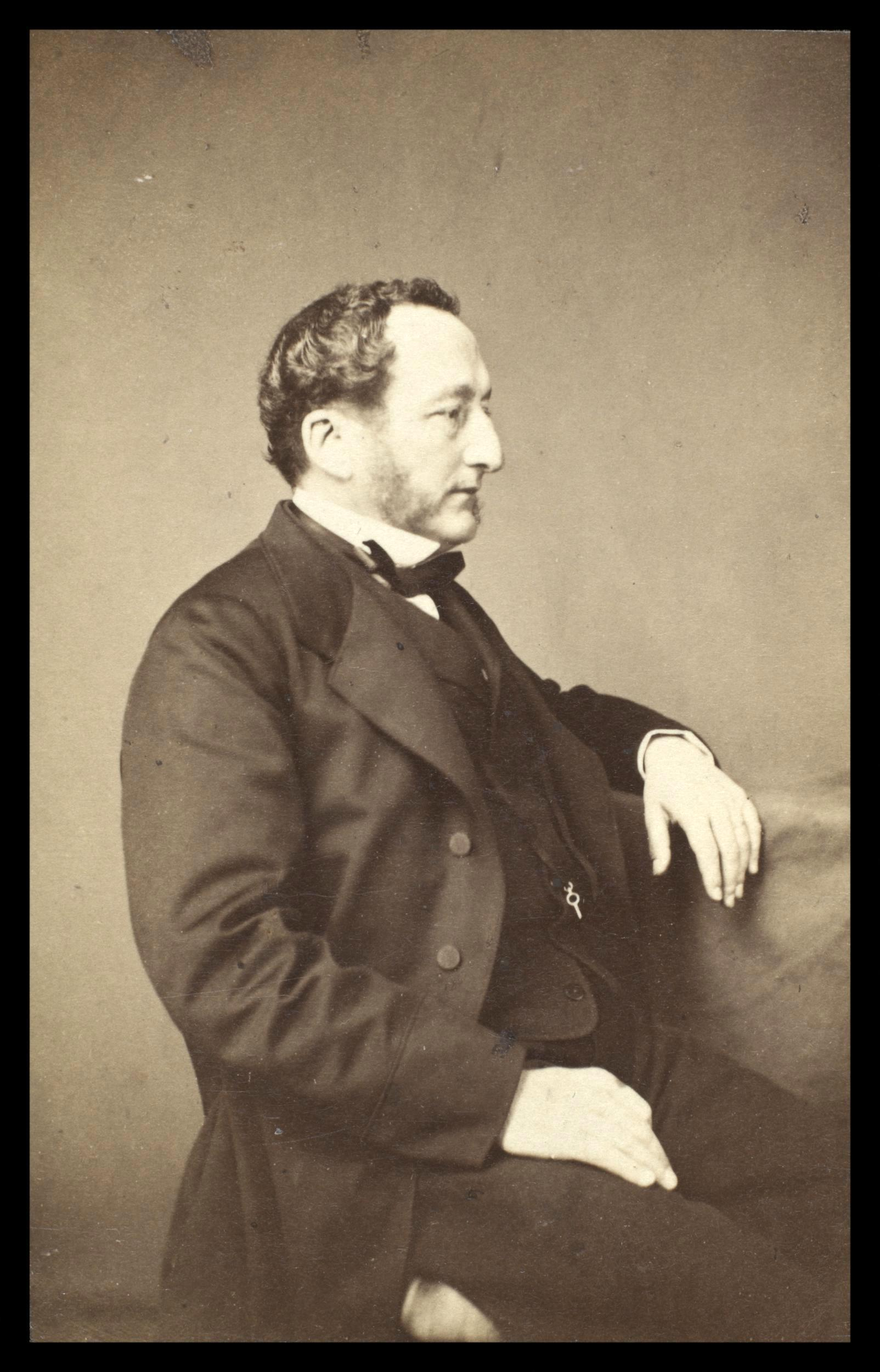
Sigismund Thalberg
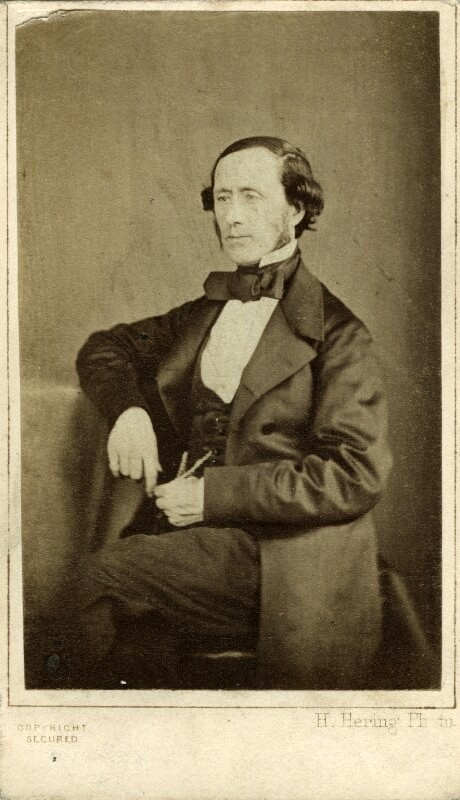
William Sterndale Bennett
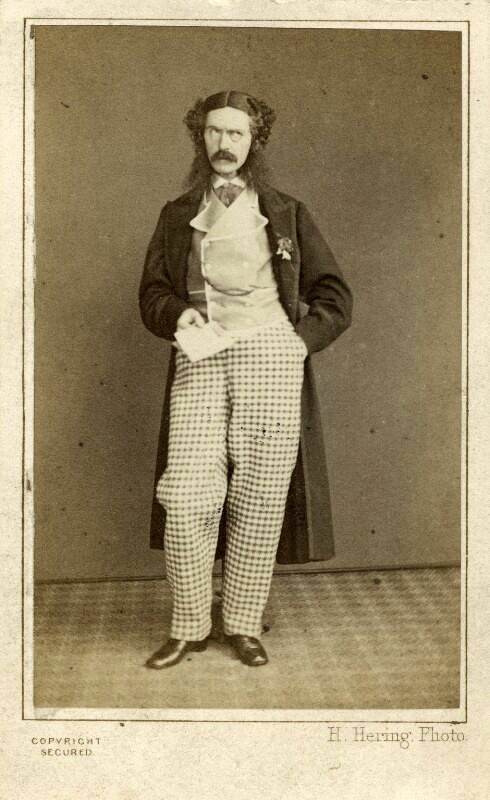
Edward Sothern

## Photographe de la folie
Le Bethlem Royal Hospital, fondé en 1247, est la première institution en Angleterre à se spécialiser dans les soins des malades mentaux. Le mot anglais « bedlam », dérivé du nom de l'hôpital, et qui veut dire vacarme et chaos indescriptible est entré dans la langue populaire au 14e siècle.
Le début du 19e siècle a vu la naissance en Angleterre et en France d'un mouvement médical où « le fou » était reconnu comme un être humain souffrant d'une maladie et que la maladie était potentiellement guérissable. Les « asiles de fous » deviennent des hôpitaux psychiatriques et les techniques barbares de confinement brutal, avec l'enchainement des malades, sont remplacées par des tentatives thérapeutiques sous l'impulsion de John Conolly, premier professeur de médecine à l'université de Londres et auteur du livre The Treatment of the Insane without Mechanical Restraints.
À l'époque victorienne les médecins de l'hôpital cherchaient très activement à guérir leurs patients quand c'était possible. Ils avaient besoin de traces objectives à conserver et le nouvel art de la photographie était considéré comme un outil indispensable. La théorie de la physiognomonie était très en vogue et on pensait que l'état psychique d'une personne devait être lisible par des signes extérieurs, qui pouvaient être fixés par le photographe. D'où les ouvrages de Duchenne en France, de Darwin et Galton en Angleterre. Ce point de vue est décrit par le Dr Wright, médecin et photographe dans un article publié dans le Photographic Journal. Évidemment, aujourd'hui, il est impensable de vouloir faire un diagnostic psychiatrique à partir des signes extérieurs, même si nous continuons à lire quelques émotions sur les visages.
Le directeur de Bethlem, Sir Charles Hood, nommé en 1850, était un défenseur du traitement moral des patients et, comme son collègue le Dr Hugh Welch Diamond, il cherchait à obtenir des traces objectives des bienfaits du traitement. Le Dr Diamond, psychiatre et photographe, côtoyait Henry Hering au sein de la Royal Photographic Society de Londres et a certainement proposé à Sir Charles que Hering photographie des patients à Bethlem.
Pendant la période 1857-1859 Henry Hering a photographié un certain nombre de patients de l'asile psychiatrique de Bethlem.
Les portraits des « fous » prises par Diamond et Hering étaient très semblables aux portraits classiques des photographes londoniens : une mise en scène simple et une pose un peu figée, à cause du temps d'exposition. La seule différence, au lieu de porter des vêtements de ville, les patients portaient les vêtements de l'asile et souvent ils regardaient le photographe avec une candeur très différente de celle d'une « carte de visite ».

### Les portraits classiques de Hering
Les exemples ci-dessous sont typiques des portraits classiques de Hering. Ici les sujets ne sont pas des aristocrates ou des artistes. On voit des gens apparemment normaux, venus chez un photographe. Cependant ils sont tous des assassins que la loi a déclarés non responsables pour leurs crimes à cause de leur état mental au moment des faits.
Peut-être l'objet de la commande faite par le Directeur de Bethlem était de monter que des gens normaux peuvent devenir des assassins à la suite d'une maladie et, après un traitement, peuvent redevenir normaux. Certains de ces patients, après quelques années, ont quitté Bethlem pour vivre normalement en société.
| - Daniel McNaughton - Edward Oxford |

| - John Payne - George Johnston - William Thomas - Martha Bacon - William Sellers |

### Les portraits
La direction médicale de Bethlem a demandé à Hering de prendre des photographies de certains patients dès leur entrée dans l'hôpital, quand ils étaient dans un état de grande détresse. Pour les patients dont les soins avaient apporté une amélioration de leur état psychique, Hering prenait une deuxième photo. Cette double série des photographies avant et après l'arrivée du patient était destinée aux archives de l'hôpital et constitue les premiers travaux photographiques dans la documentation médicale[réf. nécessaire].
Ces photographies, qui se voulaient être des représentations objectives de la folie et la normalité, portent tous les signes subjectifs des idées morales victoriennes de la normalité par leur mise en scène[réf. nécessaire].
|  |

|  |

|  |

- Emma Riches a été admise à l'hôpital trois ou quatre fois dans les années 1850, après chaque accouchement. Le diagnostic était Puerperal Mania, aujourd'hui nommée dépression post-natale.

- Eliza Camplin  a été admise en 1857, et diagnostiquée « maniaque aiguë ».

- Harriet Jordan a été admise en 1858, et diagnostiquée « maniaque aiguë ». Elle quitte l'hôpital en octobre 1858.

|  |

|  |

|  |

- Eliza Josolyne a été admise en février 1857 et diagnostiquée « mélancolique aiguë ». Son état s'est amélioré au début de son séjour, mais en mai 1859 il y eut une dégradation de son état et elle fut considérée inguérissable.

- E. A. a été admise en février 1857 et diagnostiquée « mélancolie aiguë ».

- William Green a été admis en 1857, et diagnostiqué « maniaque aiguë ».

### La paternité des photographies
Hering a pris une cinquantaine de photos à la demande du directeur de Bethlem, Sir Charles Hood. Hood a transmis un certain nombre des photographies de Hering et les descriptions cliniques des patients à John Conolly, qui écrivait une série d'articles, intitulés « On the physiognomy of insantity », publiés dans le Medical Times & Gazette, 1858-1859. Le Dr Diamond lui a également fourni une série de photographies et descriptions de cas cliniques.
Onze des treize articles sont illustrés par une gravure faite à partir d'une photographie. Conolly n'est pas très précis dans ses attributions. Le graveur est toujours crédité et pour les photographies il parle de photos fournies par Sir Charles Hood, Directeur de Bethlem et de photographies du Dr Diamond. Le seul photographe mentionné explicitement est Diamond et l'ensemble des photos provenant de Bethlem et de Springfield lui est attribué jusqu'à 1990.
Il est clair qu'il n'y avait aucun intention, ni de Conolly ni de Diamond, de s'approprier le travail de Hering. Il est probable que Conolly ne savait pas qui était le photographe des clichés fournis par Sir Charles Hood et que ses remerciements à ce dernier suffisait comme témoignage de reconnaissance. Hering lui-même n'était pas au courant de leur utilisation dans des articles de Conolly. Une situation semblable à celle de Hering et M. Rome à propos des photographies de Sir Charles et Lady Canning !
Pendant plus d'une siècle la totalité des photographies fut attribuée à Hugh Welsh Diamond. C'est seulement avec la publication de la traduction anglaise du livre de Burrows et Schumacher en 1990 que l'erreur a été corrigée, car on a remarqué que les photographies dans les archives de Bethlem étaient toutes créditées « Hering photo ».
- La totalité des lithographies dans les articles de Conolly sont visibles ici : Gravures de Conolly sur Commons